# Cicouro
Cicouro era una freguesia portuguesa del municipio de Miranda de Duero, distrito de Braganza.

## Localización
Situada en el extremo septentrional del municipio de Miranda, a unos 19 km de la ciudad sede, Cicouro limita al norte con tierras españolas.

## Historia
Fue suprimida el 28 de enero de 2013, en aplicación de una resolución de la Asamblea de la República portuguesa promulgada el 16 de enero de 2013 al unirse con la freguesia de Constantim, formando la nueva freguesia de Constantim e Cicouro.